# Francisco Franco
Francisco Paulino Hermenegildo Teódulo Franco y Bahamonde Salgado Pardo prescurtat Francisco Franco (n. 4 decembrie 1892, Ferrol, Galicia, Spania – d. 20 noiembrie 1975, Madrid, Noua Castilie⁠(d), Spania) a fost un general și om politic spaniol, dictator al Spaniei între 1939 și 1975. A ajuns la putere în urma unui război civil (1936—1939) împotriva republicanilor. Franco a obținut victoria, beneficiind de sprijinul Italiei fasciste și al Germaniei naziste. El a instaurat un regim dictatorial de extremă dreaptă, luându-și titlul de conducător al statului („El Caudillo”). În ciuda ajutorului primit din partea statelor Axei în timpul războiului civil, Franco a păstrat neutralitatea Spaniei în cel de-Al Doilea Război Mondial, salvând chiar evreii refugiați în Spania (în opoziție cu politica Germaniei). Franco a rămas în fruntea Spaniei până la moartea sa, în 1975. Conform dorinței dictatorului, după moartea sa a fost restaurată monarhia, prin înscăunarea regelui Juan Carlos I, din dinastia de Bourbon.

## Scurtă biografie

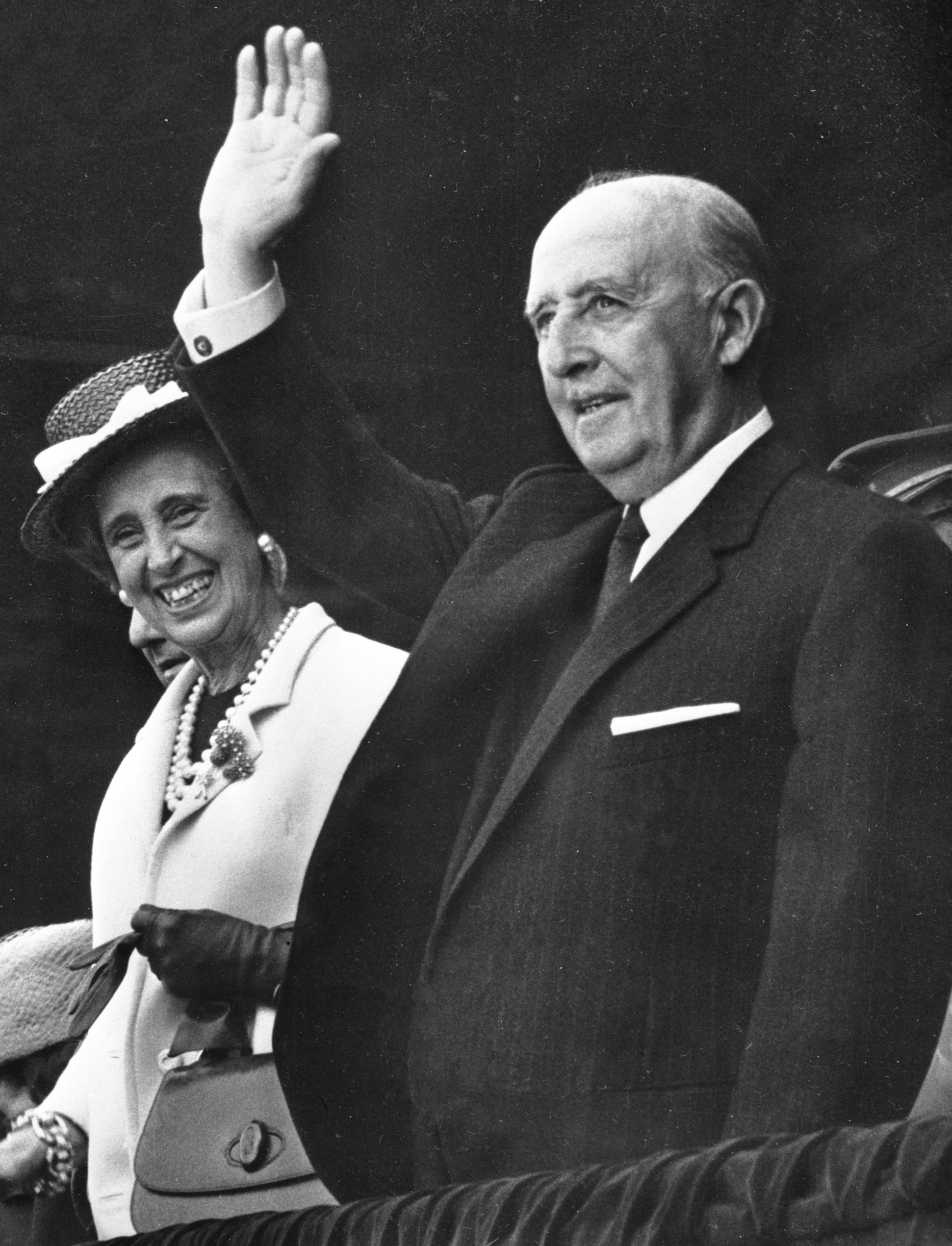

Franco provenea dintr-o familie relativ modestă, urmând din adolescență cariera militară. 
S-a afirmat în reorganizarea Legiunii străine spaniole între anii 1920-1922, iar mai apoi în represiunea franco-spaniolă a mișcării lui Abd-el-Krim din Maroc (anii 1921-1926), ajungând astfel cel mai tânăr general din armata spaniolă, din Europa de asemenea.